# Helictopleurus seminiger
Helictopleurus seminiger är en skalbaggsart som beskrevs av D'orbigny 1915. Helictopleurus seminiger ingår i släktet Helictopleurus och familjen bladhorningar. Inga underarter finns listade i Catalogue of Life.